# Leptocentrus albus
Leptocentrus albus är en insektsart som beskrevs av William D. Funkhouser 1929. Leptocentrus albus ingår i släktet Leptocentrus och familjen hornstritar. Inga underarter finns listade i Catalogue of Life.